# عبدالله الدوسری (بازیکن فوتبال، زاده ۱۹۸۳)
عبدالله الدوسری (عربی: عبدالله الدوسري؛ زادهٔ ۱ فوریهٔ ۱۹۸۳) بازیکن فوتبال اهل عربستان سعودی بود.
از باشگاه‌هایی که در آن بازی کرده‌است می‌توان به باشگاه فوتبال الاتفاق اشاره کرد.
وی همچنین در تیم‌های ملی فوتبال زیر ۲۰ سال عربستان سعودی و عربستان سعودی بازی کرده‌است.